# Simmons Hardware Company
A Simmons Hardware Company era um fabricante de ferramentas e utensílios com sede em St. Louis, Missouri, com unidades em seis Estados.

## Pessoal
O fundador da empresa foi Edward C. Simmons, que fundou a empresa em 1874 e se aposentou em 1898.
O filho do fundador, George Welch Simmons, começou a trabalhar na empresa em 1901, com um salário de US$ 20,00 por semana para dirigir caminhões até o depósito de St. Louis. Em 1904, ele se tornou o gerente geral e, posteriormente, o vice-presidente de todos os armazéns. Simmons foi um distinto americano bem-sucedido de sua época em 1912.

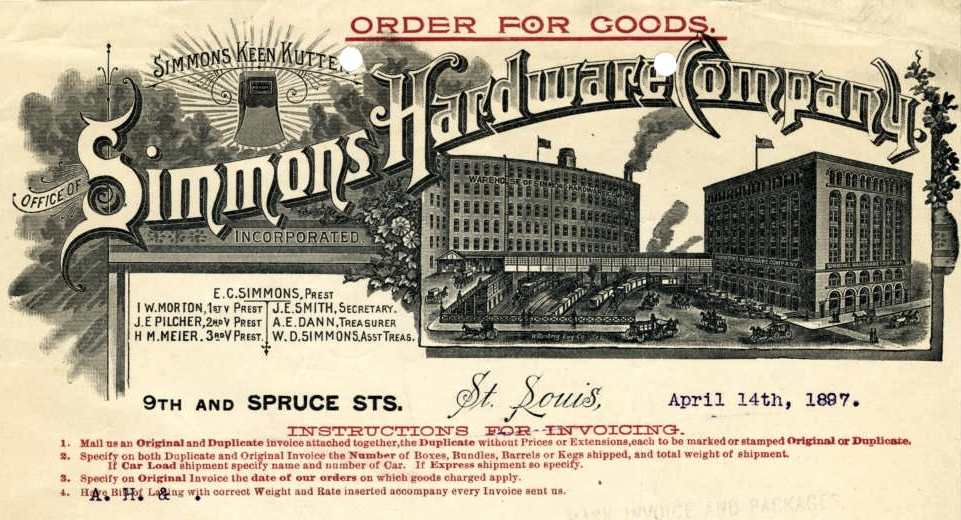
Parte de um formulário de pedido da Simmons Hardware Company.

L. E. Crandall trabalhava originalmente como parte da "Churchill Hardware Company". Depois de firmar parceria com a Simmons Hardware Company, tornou-se conhecido como vendedor por viajar por Illinois. Crandall tornou-se gerente de vendas no armazém de St. Louis devido a essa reputação, tornando-se posteriormente gerente geral de vendas de todas as localidades. Seu escritório ficava em New Haven, Connecticut.

## Histórico

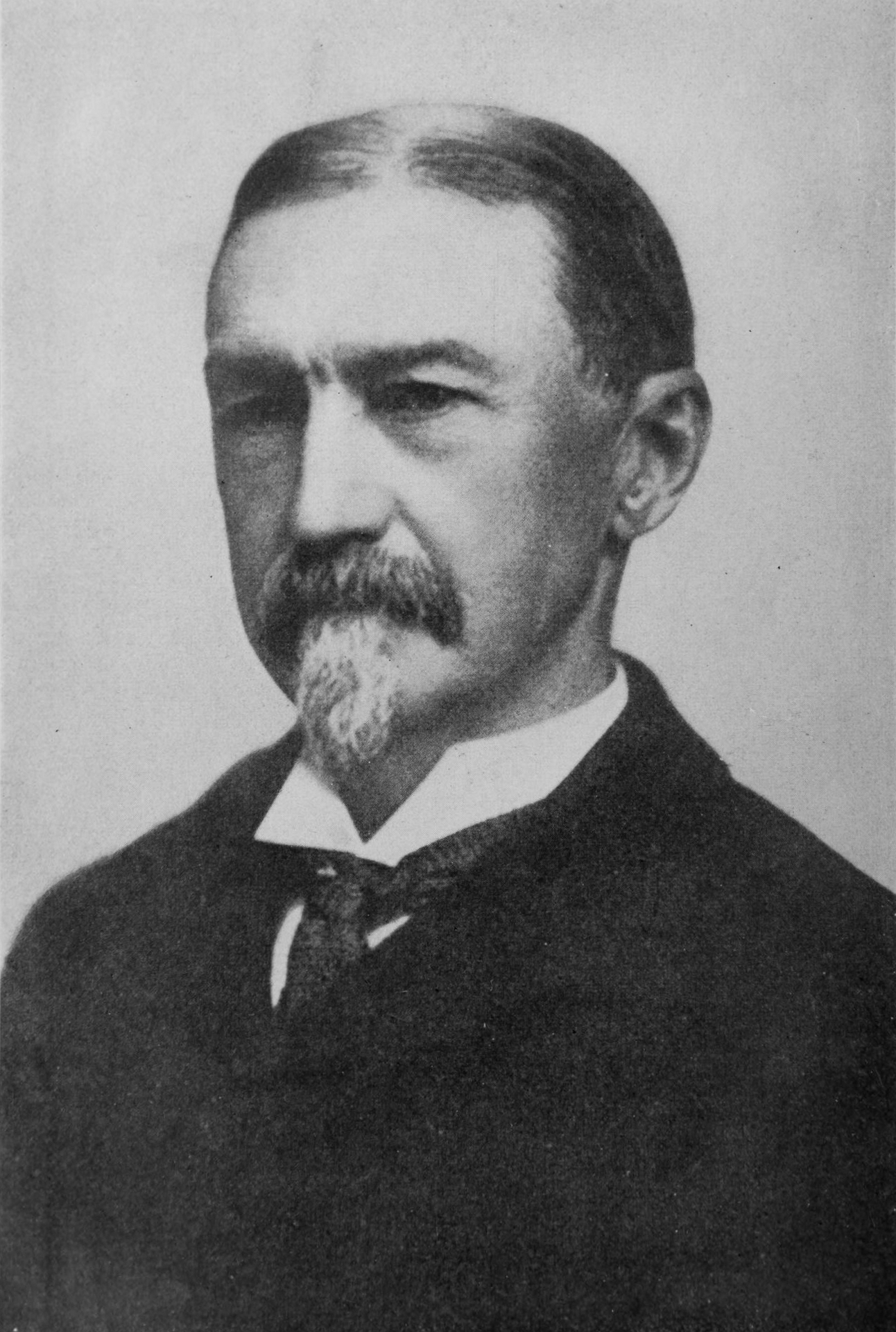
Edward C. Simmons.

O estoque da empresa consistia em muitos itens, incluindo munições, facas, picadores, fios e até coleiras de cachorro. Eles definiram seus produtos dizendo: "Se você não pode comer, e não derramar ou dobrar, é hardware". Vendedores eram contratados para vender todos os itens ou itens específicos.
As ferramentas Keen Kutter foram fabricadas pela empresa e agora são itens de coleção. O livro "Keen Kutter Planes" lista mais de 800 itens da marca.

A maior parte do capital social da empresa eram empresas que resultaram no aumento do patrimônio líquido dessa rede de empresas. Um depósito em Sioux City foi aberto depois que a corporação comprou as ações da "Baker Hardware Company", que estava localizada na cidade. Sua intenção era ter a mesma qualidade naquele local.

A empresa esteve envolvida em um caso legal, intitulado "Simmons Hardware Co. v. City of St. Louis", que chegou até a Suprema Corte do Missouri. O caso foi movido pela corporação para recuperar parte de seu pagamento de três impostos, que pagou a fim de receber uma licença de comerciante para os anos de 1908 e 1909. Parte de seu pagamento do imposto sobre vendas, imposto ad valorem e o o imposto sobre o valor agregado foi considerado incorreto pela empresa.
A rede de depósitos se expandiu do Missouri para cinco outros estados: Nova York, Iowa, Minnesota, Ohio e Kansas.

## Galeria

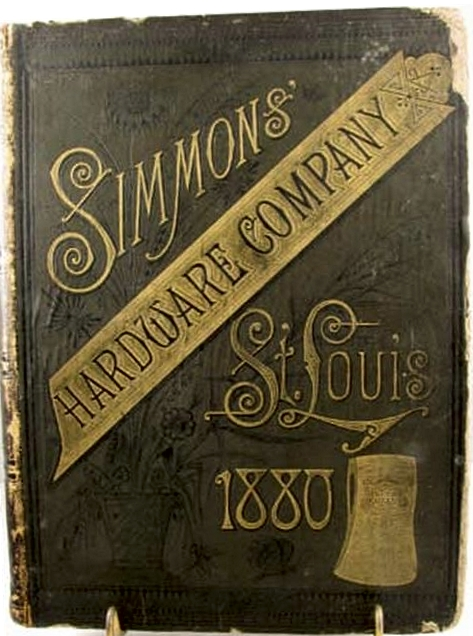
Catálogo da Simmons Hardware Company de 1880.
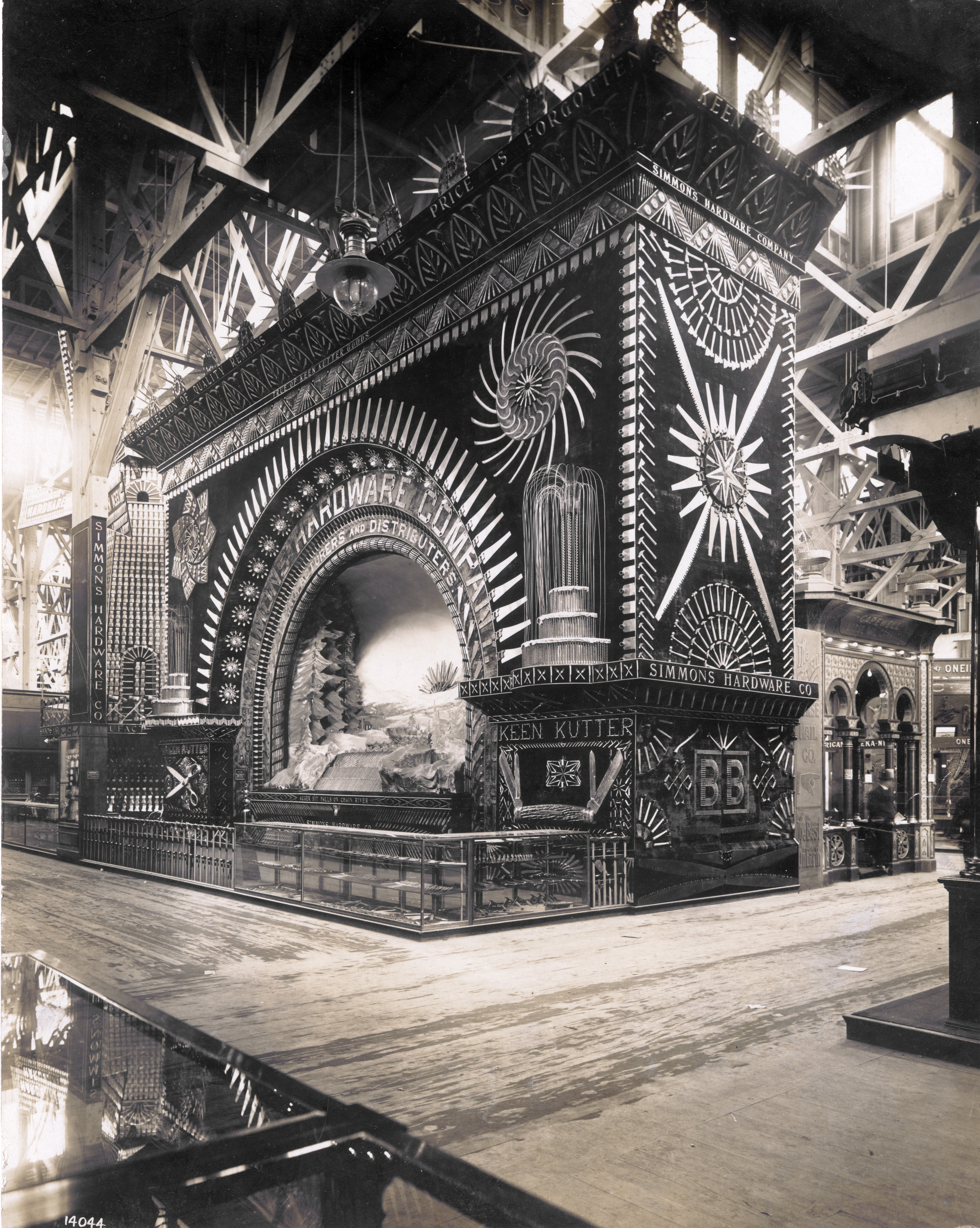
Estande da Simmons Hardware Company na Exposição Universal de 1904.

## Fusão com a Winchester
A empresa havia utilizado um sistema agressivo de negócios onde visava comprar seus fornecedores para que pudessem escolher o melhor maquinário e eles pudessem dar prioridade às suas necessidades. A empresa, então, venderia o excesso de capacidade dessas empresas. Sua marca "Keen Kutter" anunciada nacionalmente, e as iniciais "KK" foram usadas para várias de suas outras marcas. Em 1902, eles compraram a empresa "Walden Knife" em Walden, Nova York. Isso foi interessante quando a Winchester Repeating Arms Company decidiu incluir facas entre seus produtos. Eles se fundiram com a Simmons Hardware Company e mudaram o maquinário da Walden de Nova York para sua base em Connecticut. As marcas "Winchester" e "Keen Kutter" floresceram durante a década de 1920, mas em 1929 eles concordaram em se separar e a Simmons voltou ao seu negócio principal. Em outubro do mesmo ano, eles venderam o "Keen Kutter Building" em Wichita para Alfred Jonathon Harwi, que tinha uma empresa de ferragens em Atchison, Kansas.